# Drepanephora lindneri
Drepanephora lindneri är en tvåvingeart som beskrevs av Elisabeth K. Stuckenberg 1963. Drepanephora lindneri ingår i släktet Drepanephora och familjen lövflugor. Inga underarter finns listade i Catalogue of Life.